# Strandmark
Strandmark är ett svenskt efternamn som härstammar från Viås i Sjösås socken i Småland. 
Äldste kände stamfadern var byggmästaren Petter Viberg (1747-1831), ägare av Åkvarn i Nottebäcks socken, vars ena son ändrade sitt släktnamn till Strandmark, resten av de kvarlevande heter Wiberg.

## Personer med efternamnet
- Algot Strandmark (1846–1914), jurist
- Erik Strandmark (1919–1963), skådespelare
- Erland Strandmark (1907–2002), åklagare
- Katarina Strandmark (född 1949), skådespelerska
- Sigfrid Strandmark (1880–1964), överstelöjtnant
- Ulf Strandmark (1935–2006), advokat